# Jesús Lucendo
Jesús Julián Lucendo (ur. 19 kwietnia 1970 roku w Pedro Muñoz w Hiszpanii) − były andorski piłkarz, grający na pozycji pomocnika. W latach 1996–2003 w reprezentacji Andory rozegrał 27 meczów i strzelił 3 gole.